# St. Corpus Christi und St. Norbert (Opole)

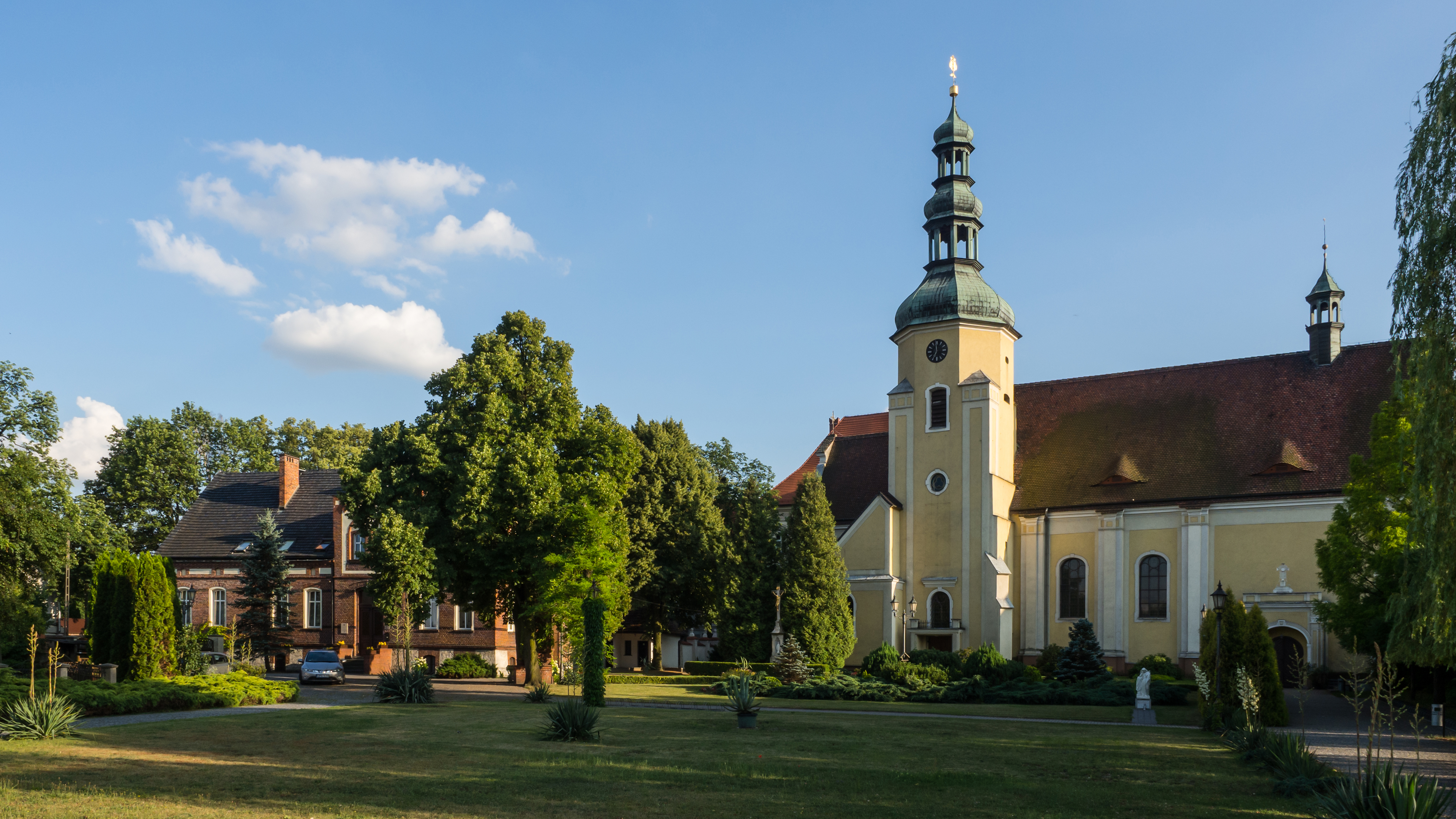
St. Norbert mit Pfarrhaus

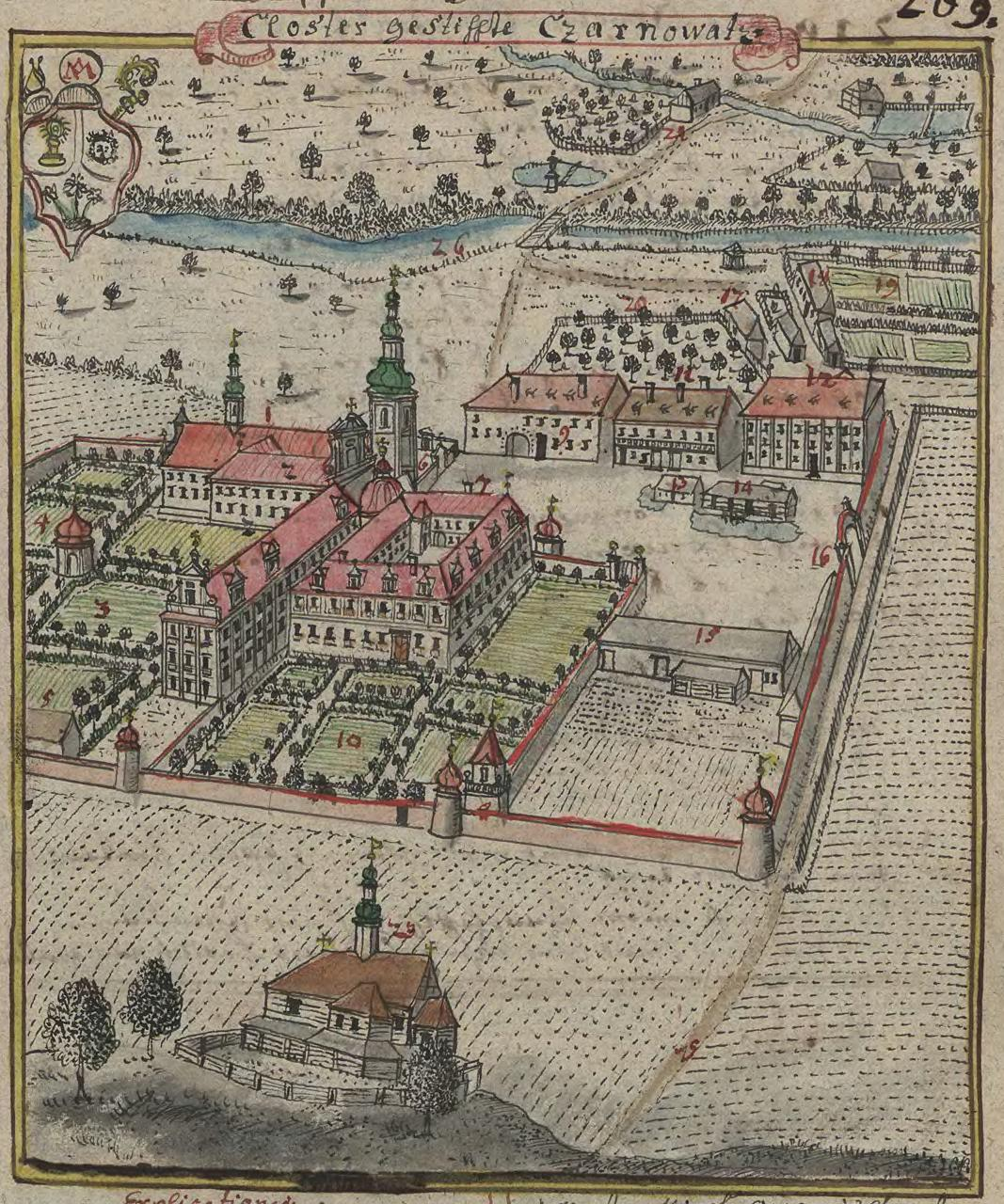
Kloster Czarnowanz mit Kirche im 18. Jahrhundert

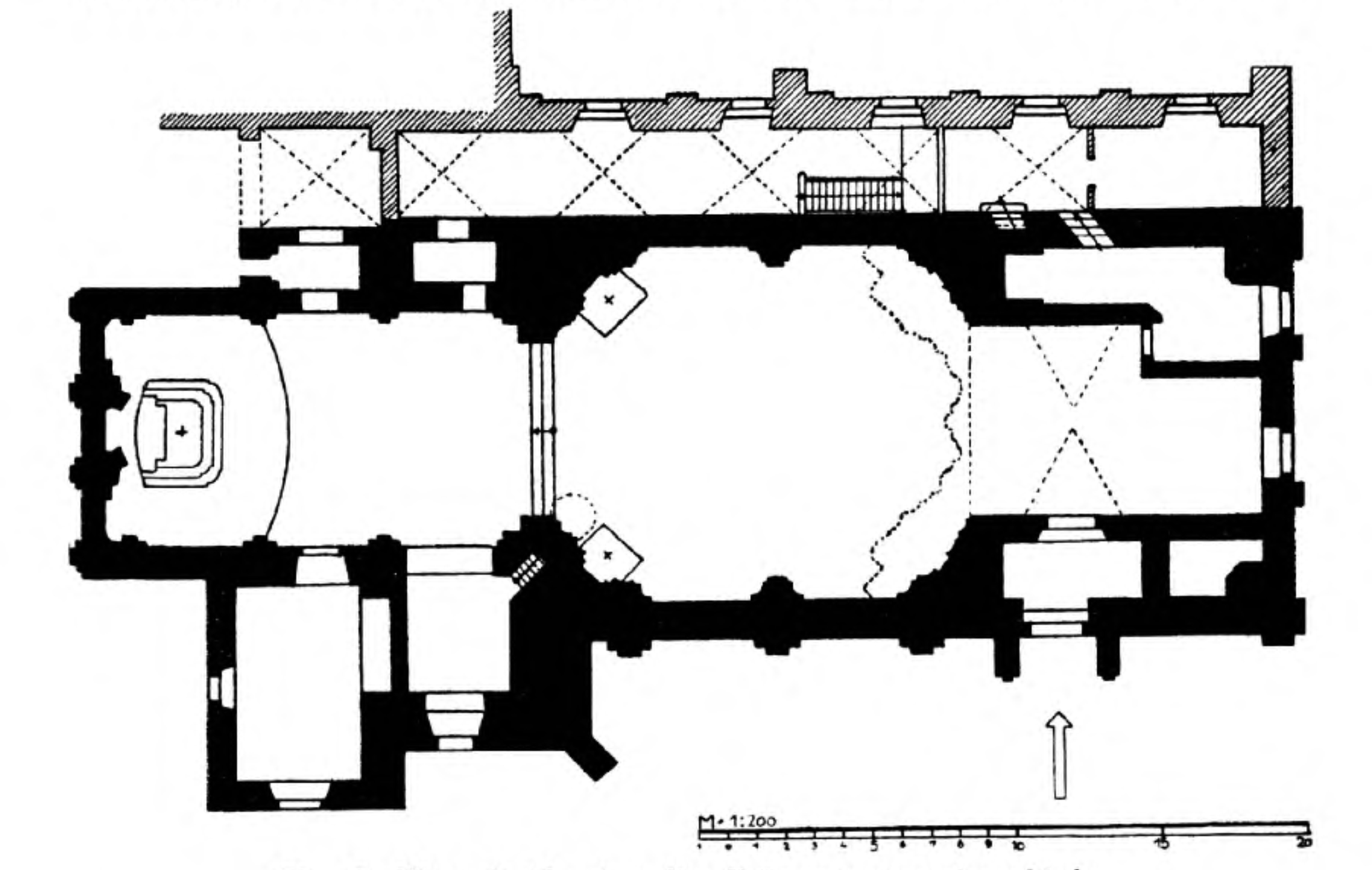
Grundriss

Die Kirche St. Corpus Christi und St. Norbert (polnisch Kościół Bożego Ciała i św. Norberta) ist eine römisch-katholische Kirche in der schlesischen Stadt Opole (Oppeln) im Stadtteil Czarnowanz im Bistum Opole. Das Gotteshaus liegt am südlichen Ufer der Mała Panew (Malapane) am Plac Klasztorny 3 (Klosterplatz). Die Kirche ist die Hauptkirche der Pfarrei St. Corpus Christi und St. Norbert (Parafia Bożego Ciała i św. Norberta) in Oppeln. Der Kirchenbau ist ebenfalls die Klosterkirche des Klosters Czarnowanz.

## Geschichte
Das Kirchengebäude wurde in der Mitte des 13. Jahrhunderts erbaut. 1643 wurde das Gotteshaus durch schwedische Truppen im Dreißigjährigen Krieg niedergebrannt. 1653 erfolgte der Wiederaufbau der Kirche. 
Unter dem Pfarrer Hermann Joseph Krusche wurde die Kirche ab 1777 grundlegend umgebaut. Es erfolgte eine Umgestaltung im barocken Stil nach Plänen von Jan Innozenz Töpper aus Neustadt. 
1947 wurde die Kirche saniert. Seit 1964 steht der Kirchenbau mitsamt den Klostergebäuden unter Denkmalschutz.

## Architektur und Ausstattung
Die barocke Saalkirche besitzt neben einer reichen Ausstattung im barocken Stil ebenfalls noch gotische Relikte. Das zweijochige Langhaus entstand auf einem annähernd quadratischen Grundriss mit abgerundeten Ecken. Der eingezogene Chor auf rechteckigem Grundriss ist dreijochig und besitzt ein Kreuzrippengewölbe aus der Bauphase von 1653. An der Nordseite befindet sich der Kirchturm im gotischen Stil mit einem oktogonalen Aufsatz und einem Barockhelm. 
Die Innenausstattung wurde im barocken-klassizistischen Stil um 1784 erstellt. Der Hauptaltar besitzt eine freistehende Mensa und ein Gemälde des Hl. Norbert und Figuren der heiligen Petrus, Paulus, Nikolaus und Augustinus. Weiterhin existieren zwei Seitenaltäre, welche der Himmelfahrt Mariä und dem St. Augustinus geweiht sind. Die Orgelempore stammt aus dem Jahr 1784 und besitzt eine Balustrade im Stil des Rokokos.